# Кубок Росії з футболу 1996—1997
Кубок Росії з футболу 1996–1997 — 5-й розіграш кубкового футбольного турніру в Росії. Титул вдруге поспіль здобув Локомотив (Москва).

## Календар
| Раунд           | Дата                          | Матчі | Клуби    |
| --------------- | ----------------------------- | ----- | -------- |
| Перший раунд    | 17-22 квітня 1996             | 60    | 159 → 99 |
| Другий раунд    | 1-2 травня 1996               | 34    | 99 → 65  |
| Третій раунд    | 30 травня - 1 червня 1996     | 17    | 65 → 48  |
| Четвертий раунд | 29-30 червня 1996             | 16    | 48 → 32  |
| 1/16 фіналу     | 3 серпня 1996 - 8 квітня 1997 | 16    | 32 → 16  |
| 1/8 фіналу      | 15-16 квітня 1997             | 8     | 16 → 8   |
| 1/4 фіналу      | 6-21 травня 1997              | 4     | 8 → 4    |
| 1/2 фіналу      | 27-28 травня 1997             | 2     | 4 → 2    |
| Фінал           | 11 червня 1997                | 1     | 2 → 1    |

## 1/16 фіналу
| Команда 1                      | Рахунок | Команда 2                     |
| ------------------------------ | ------- | ----------------------------- |
| 3 серпня 1996                  |         |                               |
| Дружба (Майкоп) (2)            | 1:2 дч  | Ростсільмаш                   |
| 14 серпня 1996                 |         |                               |
| Анжі (3)                       | 0:2     | Аланія (Владикавказ)          |
| Зоря (Ленінськ-Кузнецький) (2) | 5:1     | КАМАЗ-Чалли                   |
| Зеніт                          | 5:0     | Енергія-Текстильник (Камишин) |
| Локомотив (Чита) (2)           | +:-     | Уралмаш                       |
| Том (3)                        | 0:2     | Крила Рад                     |
| УралАЗ (Міас) (3)              | 2:0     | Балтика                       |
| Орел (4)                       | 1:0     | Жемчужина (Сочі)              |
| 20 серпня 1996                 |         |                               |
| Носта (3)                      | 1:2     | Локомотив (Москва)            |
| 21 серпня 1996                 |         |                               |
| Автозапчастина (3)             | 2:1 дч  | Чорноморець (Новоросійськ)    |
| 24 вересня 1996                |         |                               |
| Лада (Тольятті)                | 1:0     | Локомотив (Нижній Новгород)   |
| 15 жовтня 1996                 |         |                               |
| Лада (Димитровград) (3)        | 2:3     | Ротор (Волгоград)             |
| Факел (Воронеж) (2)            | 0:1     | Торпедо-Лужники (Москва)      |
| 6 листопада 1996               |         |                               |
| Шинник (2)                     | 1:3     | Динамо (Москва)               |
| 8 квітня 1997                  |         |                               |
| Автомобіліст (Ногінськ) (3)    | 0:1     | Спартак (Москва)              |
| Сатурн (2)                     | 0:2     | ЦСКА                          |

## 1/8 фіналу
| Команда 1                | Рахунок      | Команда 2                      |
| ------------------------ | ------------ | ------------------------------ |
| 15 квітня 1997           |              |                                |
| Динамо (Москва)          | 1:0          | Орел (3)                       |
| Локомотив (Москва)       | 5:0          | УралАЗ (Міас) (3)              |
| Ротор (Волгоград)        | 4:0          | Автозапчастина (3)             |
| Спартак (Москва)         | 4:1          | Ростсільмаш                    |
| 16 квітня 1997           |              |                                |
| Зеніт                    | 0:0 пен. 4:3 | Локомотив (Чита) (2)           |
| Крила Рад                | 1:0          | Аланія (Владикавказ)           |
| Торпедо-Лужники (Москва) | 6:1          | Лада-Тольятті-ВАЗ (2)          |
| ЦСКА                     | 0:0 пен. 7:8 | Зоря (Ленінськ-Кузнецький) (2) |

## 1/4 фіналу
| Команда 1                      | Рахунок | Команда 2          |
| ------------------------------ | ------- | ------------------ |
| 6 травня 1997                  |         |                    |
| Зоря (Ленінськ-Кузнецький) (2) | 0:2     | Динамо (Москва)    |
| 7 травня 1997                  |         |                    |
| Спартак (Москва)               | 0:1     | Зеніт              |
| 20 травня 1997                 |         |                    |
| Крила Рад                      | 1:0     | Ротор (Волгоград)  |
| 21 травня 1997                 |         |                    |
| Торпедо-Лужники (Москва)       | 1:2     | Локомотив (Москва) |

## 1/2 фіналу
| Команда 1          | Рахунок | Команда 2 |
| ------------------ | ------- | --------- |
| 27 травня 1997     |         |           |
| Динамо (Москва)    | 1:0     | Зеніт     |
| 28 травня 1997     |         |           |
| Локомотив (Москва) | 1:0     | Крила Рад |

## Фінал
| 11 червня 1997 |

| Локомотив (Москва)       | 2:0      | Динамо (Москва) |
| ------------------------ | -------- | --------------- |
| Смирнов 25' Харлачов 78' | Протокол |                 |

| Торпедо, Москва Глядачів: 13 800 Арбітр: Володимир Овчинников |